# Championnat de Suède de football 1938-1939
Navigation
Championnat de Suède 1937-1938 Championnat de Suède 1939-1940
Le championnat de Suède de football 1938-1939 est la 15e édition de ce championnat.

## Classement
| Rang | Équipe            | Pts | J  | G  | N | P  | Bp | Bc | Diff |
| ---- | ----------------- | --- | -- | -- | - | -- | -- | -- | ---- |
| 1    | IF Elfsborg       | 34  | 22 | 15 | 4 | 3  | 65 | 26 | +39  |
| 2    | AIK Solna         | 25  | 22 | 11 | 3 | 8  | 49 | 34 | +15  |
| 3    | Malmö FF          | 25  | 22 | 9  | 7 | 6  | 30 | 29 | +1   |
| 4    | Landskrona BoIS   | 25  | 22 | 9  | 7 | 6  | 29 | 36 | -7   |
| 5    | Gårda BK          | 22  | 22 | 7  | 8 | 7  | 38 | 37 | +1   |
| 6    | IK Brage          | 21  | 22 | 6  | 9 | 7  | 33 | 38 | -5   |
| 7    | IK Sleipner       | 20  | 22 | 8  | 4 | 10 | 43 | 44 | -1   |
| 8    | Sandvikens IF     | 20  | 22 | 9  | 2 | 11 | 34 | 36 | -2   |
| 9    | Helsingborgs IF   | 20  | 22 | 7  | 6 | 9  | 29 | 33 | -4   |
| 10   | Örgryte IS        | 19  | 22 | 8  | 3 | 11 | 39 | 43 | -4   |
| 11   | Degerfors IF      | 19  | 22 | 9  | 1 | 12 | 43 | 52 | -9   |
| 12   | Hallstahammars SK | 14  | 22 | 4  | 6 | 12 | 27 | 51 | -24  |

|  | Champion |
|  | Relégué  |

## Bilan de la saison
| Tableau d'Honneur                |                    |
| Compétition                      | Vainqueur          |
| Championnat de Suède de football | IF Elfsborg        |
| Coupe de Suède de football       | pas de compétition |

| Promotions et relégations |                                |
| Relégués en Superettan    | Degerfors IF Hallstahammars SK |
| Promus en Allsvenskan     | IFK Göteborg Hammarby IF       |